# Teyjat
Teyjat là một xã, nằm ở tỉnh Dordogne vùng Aquitaine của Pháp. Xã này có diện tích 16,99 km², dân số năm 2004 là 278 người. Xã nằm ở khu vực có độ cao trung bình 122 m trên mực nước biển.

## Hành chính
| Danh sách các xã trưởng                |             |                     |      |         |
| Giai đoạn                              | Giai đoạn   | Tên                 | Đảng | Tư cách |
| 1989                                   | đương nhiệm | Jean-Pierre Garraud | DVG  |         |
| Tất cả các dữ liệu trước đây không rõ. |             |                     |      |         |

## Thông tin nhân khẩu
| Năm    | 1962 | 1968 | 1975 | 1982 | 1990 | 1999 | 2004 |
| ------ | ---- | ---- | ---- | ---- | ---- | ---- | ---- |
| Dân số | 379  | 363  | 372  | 364  | 309  | 320  | 278  |